# Sonja Smits
Sonja Smits (Ottawa Valley, 8 settembre 1958) è un'attrice canadese.

## Biografia
Sonja Smits è nata in una fattoria di bestiame da immigrati olandesi; Ha frequentato la Bell High School a Bell Corners ed ha pure frequentato la Woodroffe High Scholl e la South Carleton High School a Richmond, un villaggio fuori Ottawa. Lei ha studiato recitazione allo Ryerson Polytechnic Institute fino a che non fu invitata a entrare nella compagnia teatrale Centre Stage a London nell'Ontario. È sposata con Seaton McLean, il cofondatore della Atlantis Films, con il quale ha avuto due figli e attualmente hanno acquistato la casa vinicola Clossom Chase nella Contea di Prince Edward dove vivono nella annessa fattoria costruita negli anni 1860 su un terreno di 15 acri.

## Carriera
Ha iniziato la propria carriera nel teatro per poi intraprendere la carriera cinematografica, soprattutto in produzioni televisive. È stata nominata per cinque Gemini Awards, vincendo nel 1988, e due Genie Award. Lei ha anche ricevuto il Toronto Award of Excellence dalla ACTRA (Alliance of Canadian Cinema, Tekevision and Radio Artists). Nel 2009 è stata eletta presidente del cartello dei registi del Harbourfront Centre (una associazione di carattere culturale con sede a Toronto.

## Filmografia

### Cinema
- The Pit (1981)
- Videodrome, regia di David Cronenberg (1983)
- That's My Baby! (1984)
- Minor Adjustments (2002)
- La doppia vita di Mahowny (Owning Mahowny) (2003)
- Contratto d'amore (How to Deal), regia di Clare Kilner (2003)
- Codice Homer (2004)
- Siblings (2004)
- One Way (2006)

### Televisione
- War Brides, regia di Martin Lavut – film TV (1980)
- L'amico Gypsy (The Littlest Hobo) – serie TV, 1 episodio (1981)
- Falcon Crest - serie TV, 1 episodio (1984)
- I viaggiatori delle tenebre (The Hitchhiker) – serie TV, 2 episodi (1984-1985)
- Professione pericolo (The Fall Guy) – serie TV, 1 episodio (1985)
- Command 5 – film TV (1985)
- Accademia di rompipalle (Screwballs) – film TV (1986)
- Danger Bay – serie TV, 1 episodio (1986)
- Street Legal – serie TV, 83 episodi (1987-1992)
- Airwolf – serie TV, 2 episodi (1987)
- The Ray Bradbury Theater – serie TV, 1 episodio (1988)
- Counterstrike  – serie TV, 1 episodio (1993)
- The Diviners – film TV (1993)
- Spenser: Pale Kings and Princes – film TV (1994)
- TekWar – film TV (1994)
- TekWar: TekLords – film TV (1994)
- Oltre i limiti (The Outer Limits) – serie TV, 1 episodio (1995)
- Traders – serie TV, 83 episodi (1996-2000)
- Nothing Sacred – film TV (1998)
- Dead Husbands – film TV (1998)
- Judy Garland (Life with Judy Garland: Me and My Shadows) – film TV (2001)
- Rings of Saturn – film TV (2001)
- Mamma in sciopero – film TV (2002)
- Odyssey 5 – serie TV, 7 episodi (2002-2003)
- L'undicesima ora (The Eleventh Hour) – serie TV, 15 episodi (2002-2005)
- The Atwood Stories – serie TV, 1 episodio (2003)
- Monday Report – serie TV, 2 episodi (2005-2007)
- Rent-a-Goalie – serie TV, 2 episodi (2007-2008)
- Bill & Son's Towing – serie TV (2012)
- Cybergeddon – serie TV, 2 episodi (2012)
- Cybergeddon Zips – serie TV, 1 episodio (2012)
- I misteri di Murdoch (Murdoch Mysteries) – serie TV, episodio 11x08 (2017)